# Транзит (роман)
Транзит (англ. Transit) — науково-фантастичний роман британського письменника Едмунда Купера, що поєднує м'яку фантастику, пригоду та робінзонаду.

## Зміст
Події починаються в Лондоні. Головний герой — вчитель живопису Річард Евері. Він живе лише сьогоденням, втім продовжує згадувати те, що у нього було в такому недалекому минулому. Була жінка, яку він любив, і тоді він із задоволенням жив і працював. Тепер він просто пливе за течією.
Одного раху гялуючи парком він бачить дивні кристали на землі. Торкнувшись їх, Евері раптово опиняється на відстані 79 світлових років від землі, на космічному судні. Тут також присутні ще 3 землян, яких подібних чином опинилися в космосі — телеактриса Барбара Майлз, експерт з реклами Томас Саттон, секретар Мері Дурвард.
Після проходження ряду тестів на інтелект, чотирьох землян відправляють на тропічний острів на безлюдній планеті з зоряній системі Ахернар. Починається складна боротьба за виживання, адже спорядження, залишена ним, досить незначне, навичок життя серед дикої природи у типових городян, немає, а тропічний острів, хоч і рясніє їжею, але не позбавлений і серйозних небезпек.
Водночас на ньому виявляють чотирьох іншопланетян, так званих «золотих людей» планети з зоряної системи Альфа Центавра. Вони сильніші та швидші за людей. Починається боротьба між землянами та іншопланетянами. Втім зрештою після тривалої боротьби люди завдяки наявністю у них співчуття та згуртованості перемагають «золотих».
Виявляється, що це був експеримент, який здійснювала інша іншопланетна, але більш могутня, раса гермафродитів. На меті було обрати правителів космічного сектора другого лінійного квадранта Чумацького Шляху для захисту у великій космічній війні. Подібні ж «змагання» відбувалися ще на 20 островах цієї планети. Зрештою усі земляни за власним бажанням залишаються на острові.

## Теми
- Віра в людських розум та здібності при подоланні власних слабкостей, вад та недоліків. Демонстрація спроможності не лише окремих особистостей, а й суспільства (навіть маленького).
- Виживання важливо, але є ціна, яка може виявитися занадто високою.
- Сучасна цивілізація більше сковує людини, нав'язує йому різні комплекси, змушує його ігнорувати оточуючих, лише потрапивши в екстремальні умови, герої можуть в повній мірі проявити свою людяність, показати справжні почуття.